# Geelmaskerpapegaai
De geelmaskerpapegaai (Poicephalus flavifrons) is een vogel uit de familie Psittacidae (papegaaien van Afrika en de Nieuwe Wereld).

## Verspreiding en leefgebied
Deze soort is endemisch in Ethiopië.

## Status
De grootte van de populatie is niet gekwantificeerd maar de soort wordt omschreven als algemeen, met name in het noordelijke deel van zijn verspreidingsgebied. Op de Rode lijst van de IUCN heeft deze soort de status niet bedreigd.